# Убийство на «Ждановской»

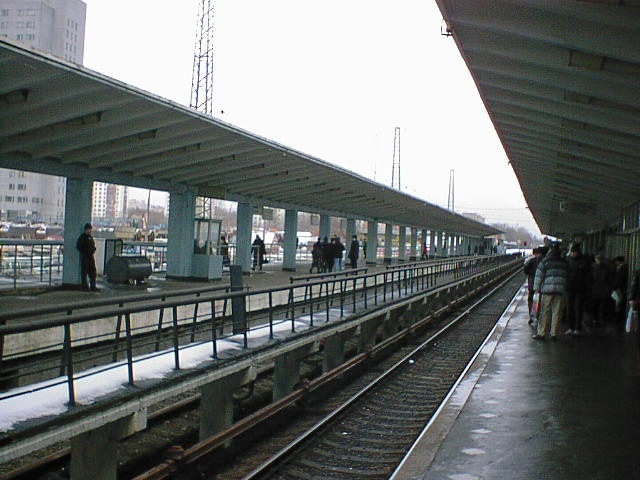
Платформы станции метро «Выхино» (бывшая «Ждановская»)

Убийство на «Ждановской» — резонансное убийство заместителя начальника секретариата КГБ СССР майора госбезопасности Вячеслава Васильевича Афанасьева сотрудниками линейного отделения милиции на станции «Ждановская» Московского метрополитена 26 декабря 1980 года.
Из-за профессий как убитого, так и самих убийц дело не получило широкой огласки, и его детали были обнародованы только после начала Перестройки (в 1987 году).

## Обстоятельства дела

### Потерпевший
Вячеслав Васильевич Афанасьев родился 26 декабря 1940 года в Рязани. 
После окончания средней школы окончил Высшую школу КГБ СССР, проходил службу в Кремлёвском полку. Занимался лыжным и конькобежным спортом, изучал немецкий язык самостоятельно. Имел звание майора государственной безопасности, формально числился сотрудником 4-го управления КГБ СССР, де-факто занимал высокую должность в 8-м главном управлении КГБ СССР, отвечавшем за информационную безопасность. 
Был женат, имел дочь.

### Хроника событий
Поздно вечером 26 декабря 1980 года Афанасьев по пути домой заснул в вагоне поезда метро, имея при себе продовольственный паёк (который послужил причиной нападения милиционеров), куда входили коньяк, водка, банка болгарских помидоров и дефицитная копчёная колбаса. На конечной станции «Ждановская» (ныне «Выхино»), под видом проверки документов, находившиеся в тот момент в состоянии сильного алкогольного опьянения сотрудники линейного отделения № 5 (31-летний Николай Лобанов, 30-летний Николай Рассохин и 27-летний Александр Попов) силой затащили Афанасьева в служебное помещение, где отняли у потерпевшего продукты, а его самого сильно избили, несмотря на то, что сотрудникам МВД было строжайше запрещено под любым предлогом задерживать сотрудников КГБ. Позднее на следствии было достоверно установлено, что Афанасьев не раз объявлял милиционерам, что он — сотрудник КГБ, и предъявлял удостоверение, но преступники были настолько пьяны, что уже не осознавали тяжесть содеянного.
Продолжая распивать алкоголь и периодически избивая Афанасьева, один из преступников ночью доложил о происшествии Борису Барышеву — начальнику линейного отделения № 5, который немедленно прибыл в отделение. Понимая, что нападение на сотрудника КГБ само по себе является тяжким преступлением, Барышев принял решение «замести следы» — избавиться от Афанасьева, инсценировав бытовое убийство. Находившегося без сознания Афанасьева вывезли на служебной «Волге» за город и, после попытки добить железной арматурой, оставили в районе Егорьевского шоссе недалеко от посёлка Пехорка, где располагались дачи сотрудников КГБ. Поутру Афанасьев был обнаружен случайными людьми, доставлен в больницу, но 1 января 1981 года он скончался, не приходя в сознание.

## Расследование
Убийство офицера КГБ само по себе являлось ЧП союзного масштаба. Однако Афанасьев работал с системами защиты информации, и его пропажа стала вторым за полгода случаем исчезновения сотрудника 8-го Главного управления КГБ (первым был бежавший в США Виктор Шеймов), что не могло не вызвать сильную озабоченность.
После проведения неотложных следственных действий и оперативно-разыскных мероприятий следственно-оперативной группой ГУВД Мособлисполкома и оперативными сотрудниками МВД и КГБ была создана следственно-оперативная группа, которую возглавил следователь по особо важным делам Прокуратуры СССР Владимир Калиниченко.
По словам Калиниченко, на него с самого начала оказывалось давление со стороны МВД на различных уровнях и до такой степени, что возникла даже необходимость обеспечивать охрану его и его семьи подразделением «Альфа» в течение двух лет.

## Последствия

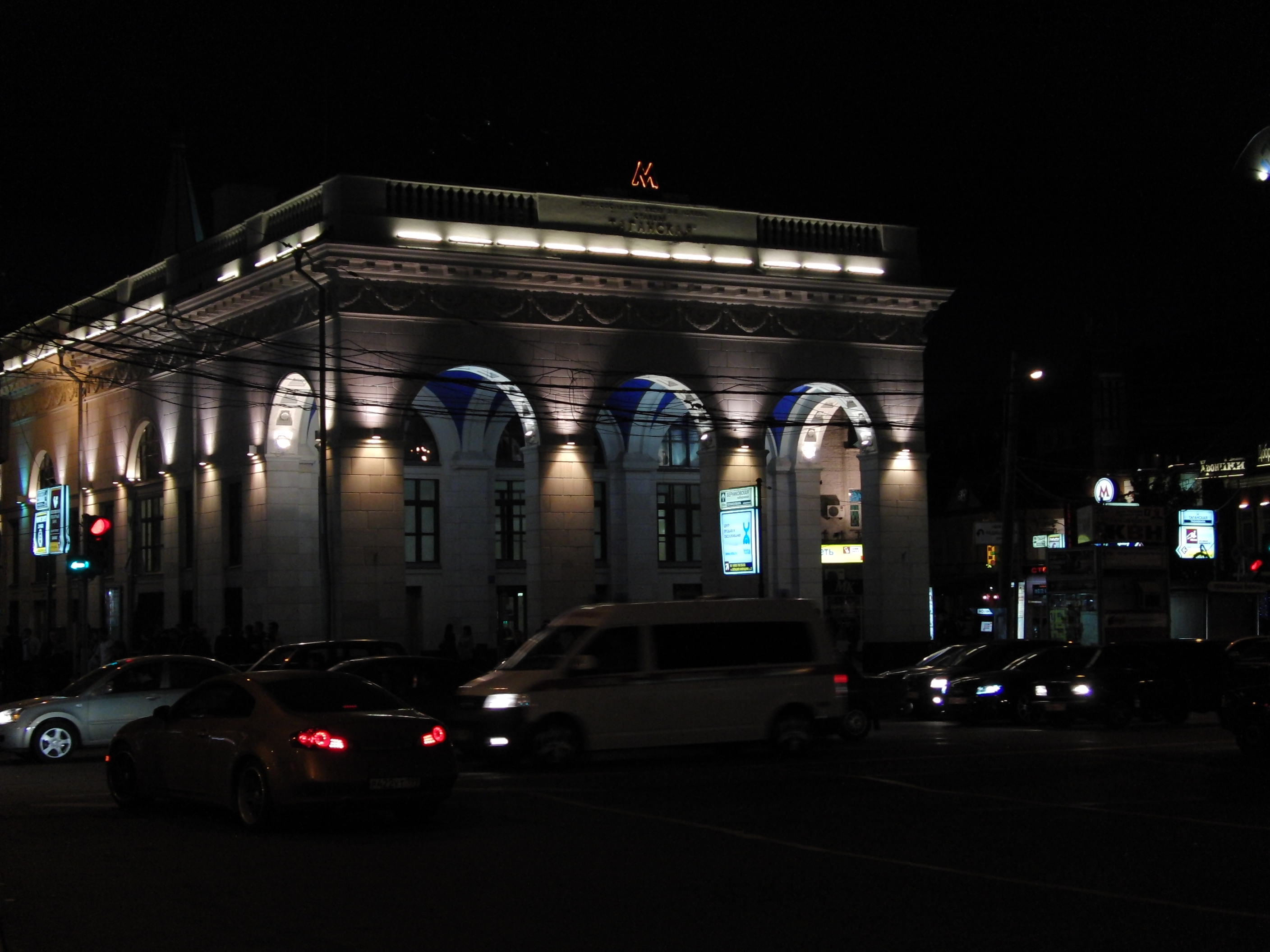
Расположение линейного отделения милиции № 5 МВД СССР на метрополитене (на 3 этаже)

Убийство Афанасьева стало отправной точкой в широкомасштабном расследовании, инициированном КГБ СССР против высокопоставленных сотрудников МВД и поддержанном Генпрокуратурой СССР. Были выявлены массовые превышения полномочий сотрудниками различных подразделений милиции Москвы, сопряжённые с причинением увечий, грабежами и убийствами. Более трёхсот сотрудников линейных отделений милиции были уволены. В марте 1981 года после чрезвычайного происшествия на станции метро «Ждановская» 5-е отделение милиции было полностью расформировано. Личный состав линейного отделения № 5, в ведении которого находилась станция метро «Ждановская», был уволен полностью. Во вновь созданном отделении остались два взвода: 2-й взвод и 8-й взвод. В состав отделения были направлены 6 лучших взводов из других отделений отдела милиции по охране метрополитена, а также назначено новое руководство.
Обстоятельства, выявленные в ходе расследования, привели к смещению в 1982 году с поста министра внутренних дел СССР Николая Щёлокова и началу его политической опалы, закончившейся  его самоубийством. Расследование привело к существенной смене кадрового состава МВД, принятию существенных мер по устранению причин и условий совершения подобных преступлений. Эти события оказали значимое влияние на изменение политической обстановки в правительственных кругах СССР.
В процессе расследования было раскрыто несколько десятков преступлений. Подследственные также заявили, что убили находившегося в розыске майора КГБ СССР Виктора Шеймова и его жену и дочь, что, однако, оказалось самооговором.
Обстоятельства дела получили широкую огласку в начале 1990-х годов, после выхода на экраны фильма «Убийство на „Ждановской“», который был поставлен по мотивам одноимённой книги Владимира Калиниченко, в 1979—1982 годах являвшегося руководителем следственной группы Прокуратуры СССР по делу убийства Афанасьева. Убийство также упоминается в сериалах «Охотники за бриллиантами», «Петля Нестерова», «Серебряный бор» и «Полицейский с Рублёвки» .

## Приговор
Начальник линейного отделения № 5 Борис Барышев, старший инспектор Николай Рассохин и милиционеры Николай Лобанов и Александр Попов были приговорены к расстрелу. Милиционеры Николай Возуля, Алексей Телышев и Вячеслав Пиксаев, а также водитель Александр Салатов были приговорены к длительным срокам заключения (Возуля — 13 лет, Телышев и Пиксаев — по 10 лет, Салатов — 5 лет).
Суд проходил в закрытом режиме, так как дело затрагивало интересы различных силовых ведомств, а в ходе судебного процесса рассматривались материалы, относившиеся к государственной тайне СССР.